# 山西无线电厂
山西无线电厂是曾位于山西省太原市的一家中型企业，2008年进入破产程序。典型产品有春笋牌电视机。

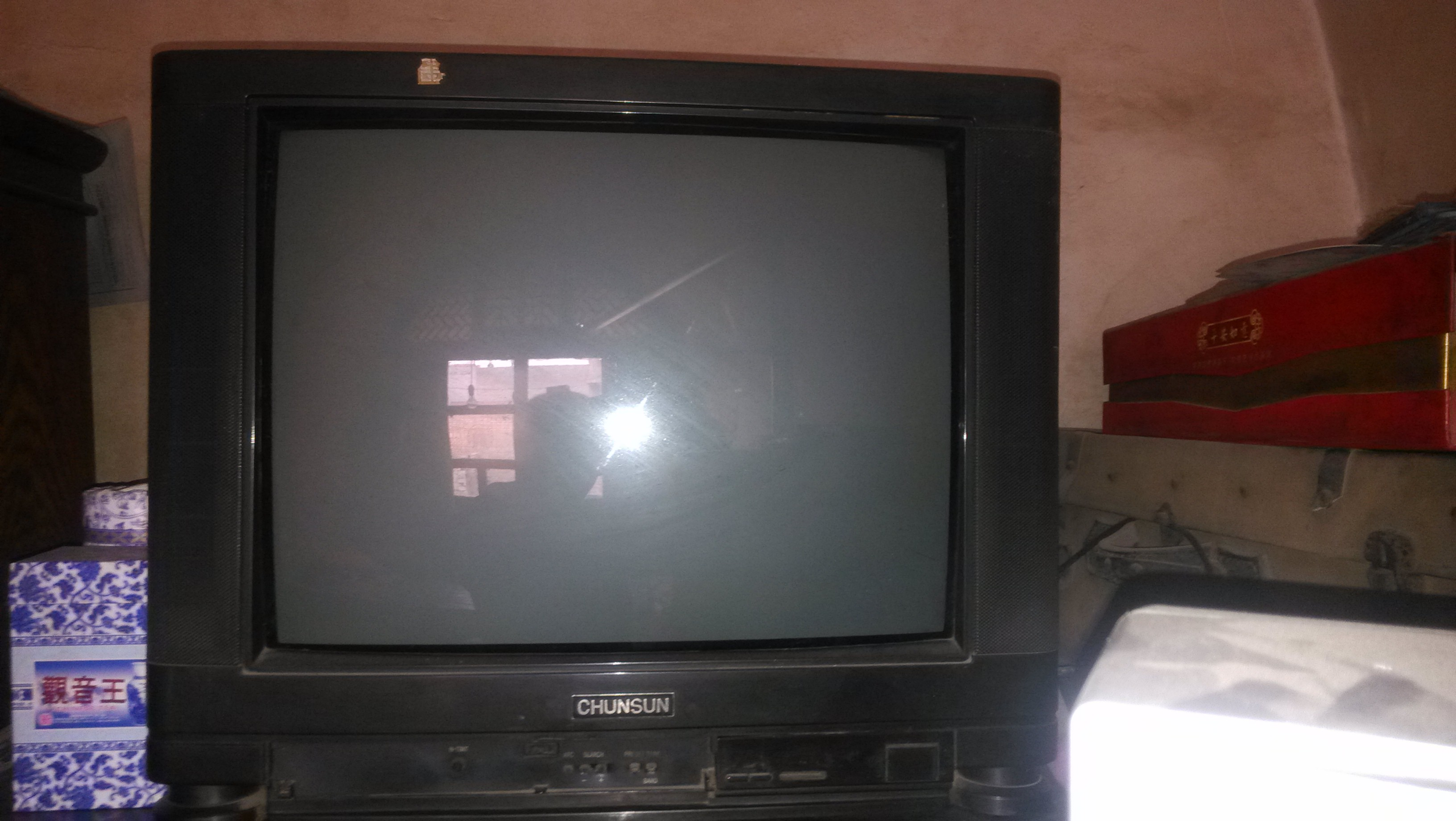
春笋牌某型号彩色直角遥控电视机

山西无线电厂成立于20世纪60年代，由山西广播器材厂和山西红旗无线电厂合并、组建而成，先后生产过扬声器、收音机、扩音机、炮瞄雷达、电台、广播发射机等。从70年代开始先后试制、生产9英寸、12英寸、14英寸和17英寸黑白电视机，1985年以后，又研制生产18英寸、20英寸遥控和平面直角彩色电视机。90年代初受中华人民共和国宏观经济调控政策、体制管理等影响，企业效益下滑。1996年，山西无线电厂停业。1998年，山西无线电厂全员下岗。
2000年香港長城數碼科技投资山西无线电厂，成立太原彩星电器有限公司，生产彩星牌彩色电视机，2005年合作终止。2008年山西无线电厂进入破产程序。